# Spiralrätsel

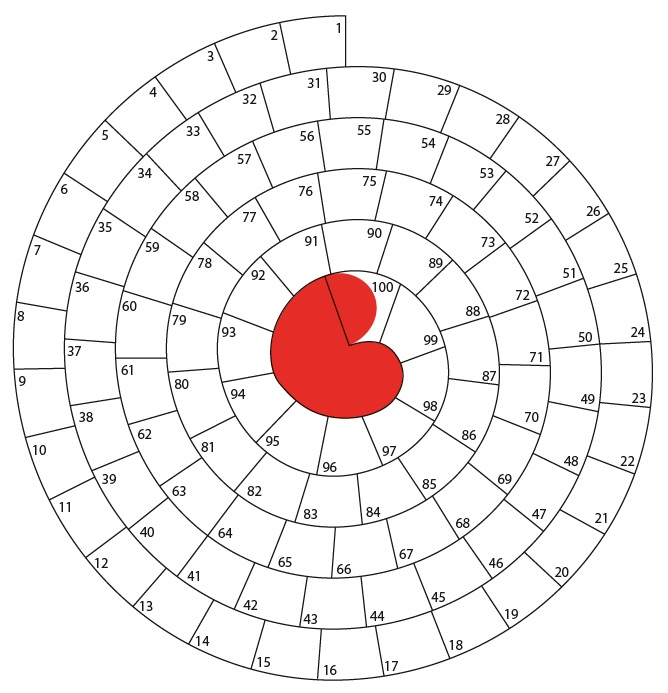
Spiralrätsel in Friesland Post

Ein Spiralrätsel ist ein Worträtsel in Form einer Spirale. Es ist im Wesentlichen eine lange Wortkette in zwei Richtungen: Gegen den Uhrzeigersinn nach innen und im Uhrzeigersinn nach außen. Die Lösungen auf der linken Seite werden in die Kästchen von 1 bis 100 eingegeben. Die Antworten auf der rechten Seite enthalten einen weiteren Satz von Wörtern, die von 100 bis 1 eingegeben werden müssen. Die endgültige Lösung kann aus einer Reihe von Kästchen bestehen, die manchmal horizontal gefärbt sind, vertikale oder diagonale Reihen.

## Hinweise
Eine Beschreibung wie 20–26 bedeutet, dass der erste Buchstabe in Feld 20 und der letzte Buchstabe in Feld 26 eingegeben werden müssen. Die angeforderte Antwort in diesem Beispiel hat daher 7 Buchstaben. Der nächste Hinweis beginnt dann in Feld 27 und so weiter in der Mitte der Spirale. Jedes Quadrat eines Spiralrätsels wird also zweimal verwendet: einmal rein und einmal raus. Die Lösung kann in zwei Richtungen gearbeitet werden. Das Fehlen von Kreuzwörtern erschwert das Lösen von Spiralrätseln. Bei schwierigeren Spiralrätseln fehlt die Nummerierung in der Spirale.

## Spiralrätsel in eine Richtung

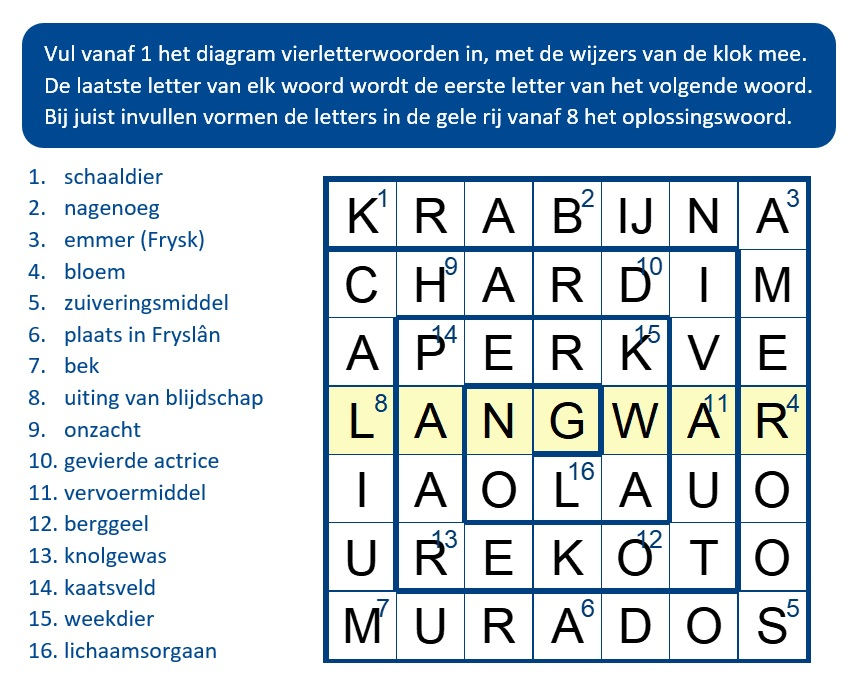
Spiralrätsel in eine Richtung

Es gibt auch Spiralrätsel, bei denen Wörter nur in eine Richtung eingegeben werden müssen. Der letzte Buchstabe eines Wortes ist auch der erste Buchstabe des nächsten Wortes. Ohne überlappende Buchstaben ist dieses Puzzle nur ein Quiz mit dem Erscheinungsbild einer Spirale.

## Varianten
- Es gibt auch Puzzles, bei denen eine Spirale mit Puzzleteilen platziert werden muss.[5]
- Dreidimensionale Spiralrätsel können auseinandergenommen werden. Die einzelnen Teile müssen dann wieder zusammengesetzt werden. Die richtige Art, Folien zu drehen und zu schieben, hängt in diesen 3D-Rätseln mit der Spirale zusammen.[6]